# FIA Alternative Energies Cup 2009
La FIA Alternative Energies Cup 2009, edizione 2009 del Campionato del mondo per auto ad energia alternativa organizzato dalla Federazione Internazionale dell'Automobile, si è svolta dal 29 marzo al 9 ottobre, per un totale di sei prove in quattro Paesi.
Il francese Raymond Durand ha vinto la classifica piloti, mentre la Toyota si è classificata prima per la terza volta nella classifica costruttori.

## Calendario e vincitori
| Data              | Gara                                 | Vincitore           |
| ----------------- | ------------------------------------ | ------------------- |
| 29 marzo 2009     | 3e Rallye Montecarlo                 | Raymond Durand      |
| 14 giugno 2009    | Trofeo Aria Nuova, Monza             | Giuseppe Invernizzi |
| 26 luglio 2009    | Green Rally dei Laghi                | Giuliano Mazzoni    |
| 20 settembre 2009 | 4° Ecorally San Marino-Vaticano      | Raymond Durand      |
| 29 settembre 2009 | Rallye Énergie Alternative, Montréal | Martyn Ouellet      |
| 9 ottobre 2009    | Green Prix EcoTarga Florio           | Giuliano Mazzoni    |

## Classifica piloti
| Punti | Pilota (Prime posizioni)          |
| ----- | --------------------------------- |
| 48    | Raymond Durand                    |
| 36    | Giuliano Mazzoni                  |
| 20    | Martyn Ouellet, Vincenzo Di Bella |
| 16    | Luis Murguía                      |

## Classifica costruttori
| Punti | Costruttore (Prime posizioni) |
| ----- | ----------------------------- |
| 62    | Toyota                        |
| 45    | Honda                         |
| 36    | Opel                          |
| 28    | Citroën                       |
| 27    | Fiat                          |